# Ajman Club
 (janvier 2014).
Si vous disposez d'ouvrages ou d'articles de référence ou si vous connaissez des sites web de qualité traitant du thème abordé ici, merci de compléter l'article en donnant les références utiles à sa vérifiabilité et en les liant à la section « Notes et références ».
Maillots
Actualités
Le Ajman Club (en arabe : نادي عجمان) est un club émirien de football fondé le 5 novembre 1974 et basé à Ajman.

## Palmarès
| \| - Coupe des Émirats arabes unis (1) : - Vainqueur : 1984. - Coupe de la Fédération (1) : - Vainqueur : 2011. \| \| - Coupe de la Ligue des Émirats arabes unis (1) : - Vainqueur : 2013. - Finaliste : 2010. - Championnat des Émirats arabes unis D2(1) : - Champion : 2011. \| |  | |
| - Coupe des Émirats arabes unis (1) : - Vainqueur : 1984. - Coupe de la Fédération (1) : - Vainqueur : 2011. |  | - Coupe de la Ligue des Émirats arabes unis (1) : - Vainqueur : 2013. - Finaliste : 2010. - Championnat des Émirats arabes unis D2(1) : - Champion : 2011. |